# 関口欽也
関口 欽也（せきぐち きんや、1931年2月16日 - 2000年2月18日）は、日本の経営者。日本短波放送社長を務めた。

## 来歴・人物
長野県出身。1953年に慶應義塾大学経済学部を卒業し、同年に日本経済新聞社に入社。1981年3月に取締役に就任し、1984年3月に常務、同年6月に日本短波放送専務を経て、1986年6月には社長に就任。1994年6月に会長に就任し、1997年6月から相談役を務めた。
1995年4月に藍綬褒章を受章。
2014年3月11日腎不全のために死去。83歳没。